# 橘草
橘草（学名：Cymbopogon goeringii）或稱桔草，是一种禾本科植物。这种植物是中国亚热带地区山坡草地常见牧草之一，主要分布于华北以南各省区；此外，主要分布于南亚、东南亚和日本。